# Nissan Pixo
Nissan Pixo este un autoturism din clasa mini comercializat sub marca japoneză Nissan începând de la sfârșitul anului 2008 și până în anul 2013. Acesta este varianta rebadge a celei de-a cincea generații europene a modelului Suzuki Alto, fiind produs în colaborare cu compania japoneză la fabrica Maruti Suzuki din India. Principala diferență față de modelul Suzuki o reprezintă partea frontală, care are un design similar cu cel al lui Nissan Note. A fost prezentat în premieră la Salonul Auto de la Paris, în Septembrie 2008.

## Detalii tehnice
Este echipat cu o singură variantă de motorizare, pe benzină, de un litru, cu trei cilindri, ce dezvoltă 68 de cai putere la 6.000 de rotații pe minut și 90 de Newtoni-metru la 3.400 de rotații pe minut. Transmisia este manuală cu cinci trepte sau automatică cu patru trepte (cu ambreiaj elctrohidarulic).
Consumul de combustibil pentru versiunea cu transmisie manuală în regim urban este de 5,2 litri la 100 de km (sau 19,2 km per litru), în regim extra-urban este de 3,8 litri la 100 km (sau 26,3 km per litru), iar cel combinat este de 4,3 litri la 100 de km (sau 23,2 km per litru). Nivelul de emisii de dioxid de carbon este de 99 g per km.
Viteza maximă este de 155 km/h, iar accelerația de la 0 la 100 km/h se poate realiza în 14 secunde. Volumul porbagajului este de 129 de litri, iar cu bancheta rabatată este de 367 de litri. Dispune de patru locuri și are o sarcină utilă de 365 de kilograme.
Dotările standard sunt: servodirecție, volan adjustabil pe înălțime, oglindă retrovizoare cu diminuare automată a luminozității, faruri reglabile pe înălțime, airbag-uri frontale, ABS, EBD și asistență la frânare, imobilizator electric, respectiv CD-player cu redare MP3.
Dotările disponibile pe nivelul superior de echipare sunt: geamuri față electrice, aer condiționat, airbag-uri laterale, faruri de ceață, închidere centralizată cu telecomandă, jante de aliaj, iar dotările opționale: vopsea metalizată, ESP și airbag-uri cortină, senzori de parcare, bare pentru porbagaj, conectivitate Bluetooth etc.

## Comercializare
Modelul a fost comercializat cu precădere în țările din Europa Occidentală, acolo unde marca Suzuki nu deținea o cotă de piață semnificativă.
Până la lansarea noii Dacia Sandero, acesta era cel mai ieftin autoturism nou comercializat în Marea Britanie. În a doua jumătate a anului 2013 a fost retras din ofertă, după ce acordul dintre Nissan și Suzuki a expirat.